# William Thomasson
William Poindexter Thomasson, född 8 oktober 1797 i New Castle i Kentucky, död 29 december 1882 i Oldham County i Kentucky, var en amerikansk politiker (whig). Han var ledamot av USA:s representanthus 1843–1847.
Thomasson ligger begravd på Cave Hill Cemetery i Louisville.